# VOA-PNN

Logo

VOA—PNN (Abkürzung für Voice of America — Persian News Network) ist der staatliche Auslandssender der Vereinigten Staaten in persischer Sprache mit Sitz in Washington, D.C. Der TV-Sendebetrieb wurde am 18. Oktober 1994 mit einer einstündigen Fernsehsendung aufgenommen. Hörfunksendungen werden schon seit dem 22. November 1979 mit einer Dauer von je 30 Minuten ausgestrahlt.

## Verwaltung
Der erste Leiter von VOA-Persisch war Ahmad Reza Baharlou. Ihm folgten Kambiz Mohammadi, Shila Ganji, Behrouz  Abbassi, Behrouz Souresrafil, James Glassman, Hida Fouladvand und Ramin Asgard auf diesem Posten nach. Die gegenwärtige Leiterin der VOA-PNN ist Setare Derakhshesh.

## Sendungen
Das Fernsehen strahlt jeden Tag ein fünf Stunden dauerndes Programm aus. Die Wiederholung der Sendungen beginnt nach dem Ende der Liveübertragung bis 19 Uhr iranischer Zeit. VOA-PNN sendet im Frühling und Sommer von 19 bis 24 Uhr, und im Herbst und Winter von 18 bis 23 Uhr iranischer Zeit. Die Live-Sendungen sind auch über den Hörfunk zu empfangen.